# Hans Schrepfer
Hans Schrepfer (* 21. Mai 1897 in Frankfurt am Main; † 25. März 1945 in Würzburg) war ein deutscher Geograf. Er war zuletzt Professor an der Universität Würzburg.

## Leben
Nach seinem Abitur am Lessing-Gymnasium Frankfurt begann Schrepfer 1916 mit seinem Studium an der Universität Frankfurt, das jedoch zunächst nur ein Semester währte, da Schrepfer 1917 Soldat wurde. Nach dem Ende des Ersten Weltkriegs setzte er sein Studium der Geografie, Geologie, Biologie und Mathematik zunächst in Frankfurt und dann in Freiburg im Breisgau fort, wo er 1921 zum Dr. phil. nat. mit einer Dissertation zum Thema Der Einzug von Sommer und Herbst in Deutschland im Rahmen des phänologischen Jahres promoviert wurde.
Anschließend wurde Schrepfer Assistent am Geographischen Institut der Universität Frankfurt und später in Freiburg im Breisgau. 1924 habilitierte er sich dort mit einer Schrift Das Maintal zwischen Spessart und Odenwald. Eine morphologische Studie, wurde Privatdozent und ab 1928 außerordentlicher Professor.
Nach zwei Lehraufträgen 1929 und 1931 an der Johann Wolfgang Goethe-Universität in Frankfurt, einer 1932 durchgeführten Forschungsreise nach Neufundland und seinem Eintritt in SA, NSDAP und NS-Dozentenbund wurde Schrepfer 1934 kommissarischer und 1935 planmäßiger Professor für Erdkunde an der Hochschule für Lehrerbildung in Weilburg an der Lahn. Von 1936 bis zu seinem Tod war Schrepfer Professor für Geographie an der Universität Würzburg, Direktor des Geographischen Instituts und zugleich Dozent an der dortigen Hochschule für Lehrerbildung.
Hans Schrepfer wurde am 3. März 1945 Opfer eines Bombenangriffs auf Würzburg, an dessen Folgen er drei Wochen später verstarb.

## Wirken
Schrepfer war von 1930 bis 1934 Herausgeber der Rhein-Mainischen Forschungen und von 1936 bis 1944 Mitherausgeber der Zeitschrift für Erdkunde. Von 1936 bis 1940 war er Vorsitzender des Deutschen Geographentages und 1942 Leiter des Europäischen Geographenkongresses in Würzburg. Außerdem war Schrepfer Mitglied im Forschungswerk Wald und Baum in der arisch-germanischen Geistes- und Kulturgeschichte in der 1935 gegründeten SS-Forschungs- und Lehrgemeinschaft Das Ahnenerbe e. V.
Im Mai 1939 sprach er bei der Einweihung des Würzburger Instituts für Vererbungswissenschaft und Rasseforschung im Namen des Dozentenbundführers.

## Schriften
- Rhein-Mainische Landschaften. Diesterweg, Frankfurt a. M. 1934.
- Einheit und Aufgabe der Geographie als Wissenschaft. Diesterweg, Frankfurt a. M. 1934.
- Hermann Overbeck (Hrsg.): Allgemeine Geographie und Länderkunde: Ausgewählte Arbeiten zum Gedenken seines 70. Geburtstages am 21. Mai 1967. F. Steiner, Wiesbaden 1967.